# پرواز شماره ۵۰۷ کنیا ایرویز
پرواز شمارهٔ ۵۰۷ کنیا ایرویز یک پرواز برنامه‌ریزی‌شدهٔ مسافری در مسیر آبیجان–دوالا–نایروبی بود که با یک هواپیمای بوئینگ ۷۳۷–۸۰۰ و توسط شرکت کنیا ایرویز انجام می‌شد. این پرواز در ۵ می ۲۰۰۷، بلافاصله پس از برخاست از فرودگاه بین‌المللی دوالا در کامرون سقوط کرد و همهٔ ۱۱۴ سرنشین آن کشته شدند.